# Flik Flak
Flik Flak è una famosa linea di orologi per bambini dai 5 ai 12 anni lanciata nel 1987 del gruppo Swatch.
Veniva venduta in gioielleria e offerta in una confezione contenente un pettine, due cinturini, uno specchio, un fermacoda ed una piccola salvietta che si spiegava se messa nell'acqua.